# Joe Nickell
Joe Nickell (West Liberty, 1º dicembre 1944 – 7 marzo 2025) è stato uno scrittore statunitense, investigatore ed esponente dello scetticismo scientifico.
Nickell è un noto scettico e investigatore del paranormale. Ha contribuito a smascherare famose falsificazioni (foregeries) come il presunto diario di Jack lo squartatore. Nel 2002 è stato tra gli esperti contattati dallo studioso Henry Louis Gates Jr. per valutare l’autenticità del manoscritto di Hannah Craft, The Bondswoman’s Narrative (Il narrativo della schiava) (1853-1860), possibilmente il primo romanzo scritto da una donna afroamericana. Su richiesta del venditore di documenti e storico Seth Keller, Nickell ha analizzato la documentazione relativa a una disputa sulla paternità di The Night Before Christmas (La notte prima di Natale), sostenendo la rivendicazione di Clement Clark Moore.
Nickell è ricercatore senior per Committee for Skeptical Inquiry (CSI) e contribuisce regolarmente alla loro rivista, Skeptical Inquirer. Nickell è anche Dottore Associato del Center for Inquiry(CFI). Nickell ha scritto o ha curato più di 30 libri.

## Biografia
Joe Nickell è figlio di J. Wendell ed Ella Turner. È cresciuto a West Liberty, Kentucky. I suoi genitori hanno assecondato il suo interesse nella magia e nell'investigazione, permettendogli di allestire un laboratorio dei crimini in una stanza della casa. Nel 1968 si è trasferito in Canada per evitare il servizio di leva. In Canada ha iniziato la sua carriera da mago, mazziere e investigatore privato. Nickell è tornato negli Stati Uniti nel 1977, quando il presidente Jimmy Carter ha concesso il perdono incondizionato ai renitenti alla leva.
Joe Nickell ha un Bachelor of Arts (1967), Master's degree (1982) e Dottorato di ricerca (1987) dall'Università del Kentucky. Il dottorato di ricerca è stato conseguito in inglese per il lavoro incentrato sull'investigazione letteraria e il folclore.

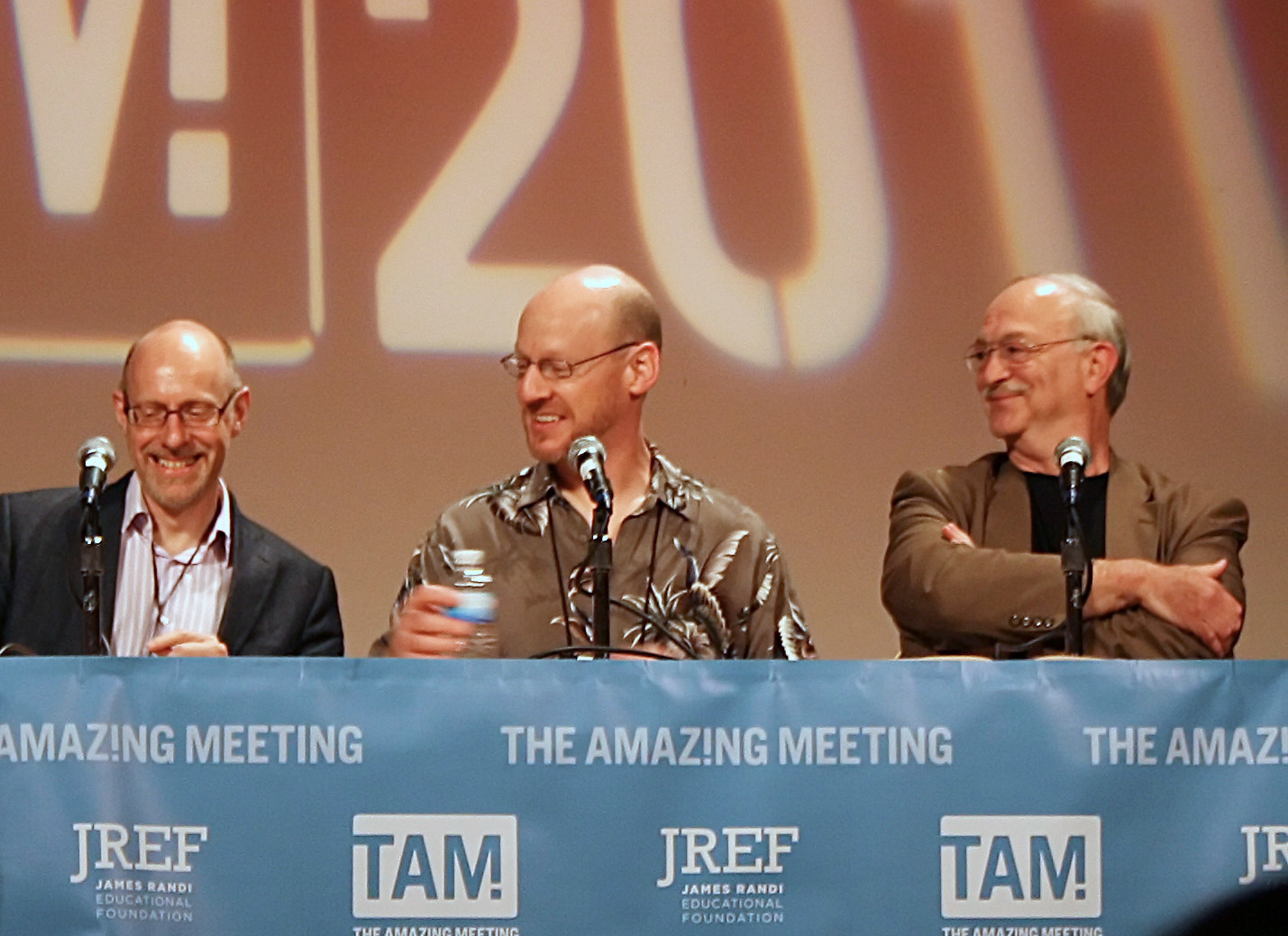
Joe Nickell (destra) a The Amaz!ng Meeting nel 2011, con Richard Wiseman e Phil Plait

Nickell ha lavorato come mago di scena professionista, promotore di carnevale, investigatore privato, banco di blackjack, gestore di battello fluviale, istruttore universitario, autore e indagatore del paranormale, elencando più di 1 000 personaggi sul suo sito web. Sin dai primi anni ottanta ha ricercato, è stato scrittore, coautore ed editore di libri in molti generi diversi.
Nel film dell’orrore I segni del male del 2007, Hilary Swank interpreta un investigatore del paranormale. Nickell è stato scelto come consulente del personaggio e invitato sul set per incontrare la Swank. Nickell ha detto: “Mi sono piaciuti i primi 10 o 15 minuti, durante i quali il personaggio sembrava fare qualcosa che somigliasse a quello che faccio. Ma poi è mutato nel mondo del soprannaturale, che nel bene e nel male, non mi è mai capitato: non mi sono mai piovute addosso delle rane.
A Nickell viene frequentemente chiesto di fare da consulente da produttori di telegiornali e televisivi per esporre la sua prospettiva scettica. Il profilo di Nickell è stato tracciato dallo scrittore del New Yorker Burkhard Bilger che ha conosciuto Nickell nell’estate del 2002 a Lily Dale, New York, quando si è travestito per indagare dei veggenti spiritualisti. Nickell è un ospite ricorrente sul podcast Point of Inquiry e conduce la seduta spiritica annuale per invocare Houdini al Center for Inquiry ogni Halloween.
Nickell ha spiegato la sua filosofia a Blake Smith del podcast scettico “Monster Talk”:

## Libri
I libri di Joe Nickell possono essere classificati in quattro categorie principali: religiosi, forensi, paranormali e misteriosi. Ha anche scritto un paio di libri per lettori giovani e due libri autonomi: uno sugli UFO, l’altro su una bevanda alcolica regionale, e diversi altri libri a cui ha contribuito.

### Miracoli e reliquie religiose
Iniziando dal 1982 con il suo libro Inquest on the Shroud of Turin: Latest Scientitfic Findings (Inchiesta sulla Sacra sindone: le ultime ricerche scientifiche), Nickell ci mostra il suo modello per raccogliere le prove, seguire quelle prove fino ad arrivare a una conclusione sostenibile. Ha aggiornato il libro nel 1998 con le informazioni storiche, iconografiche, forensi, fisiche e chimiche più recenti, con dei chiarimenti speciali sul processo di datazione al radiocarbonio.
Nel suo libro del 1993 Looking for a miracle: weeping Icons, Relics, Stigmata, Visions and Healing Cures (Alla ricerca di un miracolo: icone piangenti, reliquie, stimmate, visioni e guarigioni) aggiornato nel 1998, Nickell applica lo stesso modello a presunti miracoli di diverse religioni. Nickell analizza documentazione contemporanea, esplora diverse spiegazioni naturali, spiega il contesto culturale che circonda gli eventi e forma delle ipotesi sulle motivazioni delle comunità religiose interessate. I presunti miracoli sono risultati essere delle truffe o mal interpretazioni di fenomeni naturali. Osservando l’icona piangente di Santa Irene a Queens, New York, Nickell disse: 
Il libro Relics of the Christ (Reliquie del Cristo) pubblicato in Gran Bretagna con il titolo The Jesus Relics: From the Holy Grail to the Turin Shroud, scritto nel 2007, è centrato sulla tradizione cristiana delle reliquie. Parlando con D.J. Grothe sul podcast Point of Inquiry, Nickell lancia l’idea che la venerazione delle reliquie si è trasformata in una nuova forma di idolatria; cioè la venerazione di una divinità che si trova nelle reliquie sotto forma di un’entità che muove i suoi occhi, piange, sanguina e perfino parla. Ha spiegato che anche se non esiste alcuna icona nella storia che sia mai stata dimostrata essere autentica, Nickell si presenta a ogni caso con una sospensione dell’incredulità: “M'interessano le prove perché voglio sapere la verità...sollecito gli scettici...di non avere la mente chiusa nella stessa misura con cui l’altra parte ha ridicolamente la mente aperta.”
Nel 2008 Prometheus Books ha pubblicato “Treatise on Relics (Trattato sulle reliquie)” di Giovanni Calvino con un’introduzione di Joe Nickell che include una breve biografia di Calvino e le referenze dal suo libro sulle reliquie del 2007. Calvino è più duro di Nickell con le persone che credono nelle reliquie, scrivendo: 
Nickell applica la sua analisi scientifica, storica e culturale a 57 miracoli presunti nel libro The Science of Miracles: Investigating the Incredible (La scienza dei miracoli: indagando l'incredibile). iniziando dal volto della Vergine Maria sul panino di formaggio grigliato alla capacità della Croce di rigenerarsi man mano che i frammenti vengono rimossi dalle carenze strutturali della scala della Loretto Chapel in Santa Fe, le descrizioni dei fatti e dei miti di Nickell sono presentati con chiarezza e rispetto. Tuttavia, il libro è stato oggetto di critica nel New York Journal of books, perché l'impiego solo di fonti non-bibliche è stato ritenuto limitativo.

### Indagini forensi

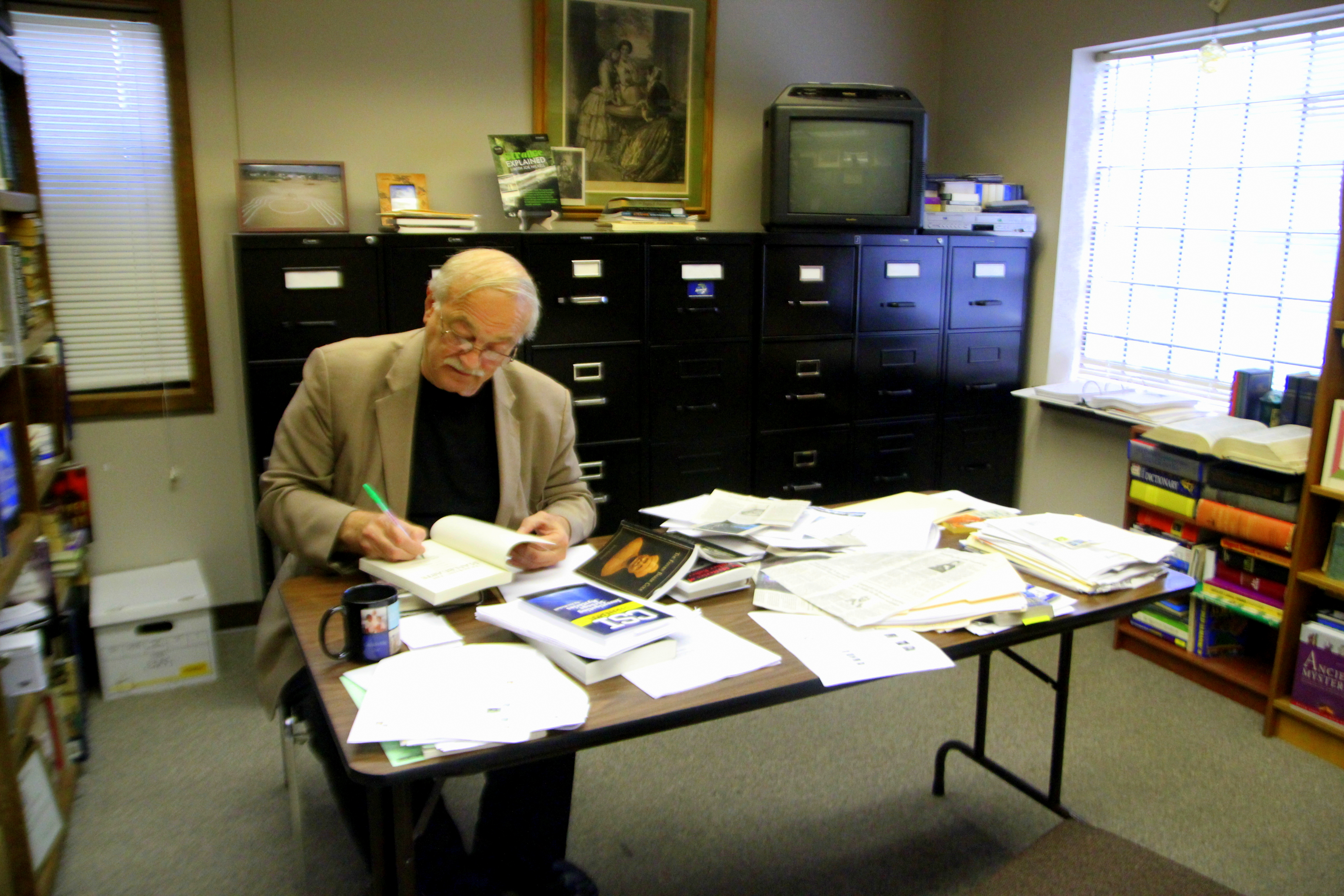
Joe Nickell nel suo ufficio
Amherst, New York, 2013

Il primo libro di Nickell nel genere dell'autenticazione è stato Pen, Ink and Evidence: A Study of Writing and Writing Materials for the Penman, Collector and Document Detective (Penna, inchiostro e indizi: uno studio della scrittura e dei materiali di scrittura per l'autore, il collezionista e l'investigatore di documenti), che è descritto come un lavoro definitivo per ricercatori e professionisti. Mary Hood di Georgia Review, apprezza la cultura di Nickell:

Nel libro Camera Clues: A Handbook for Photographic Investigation, Nickell descrive la storia della fotografia e conduce il lettore attraverso un percorso che illustra i metodi per la datazione delle fotografie, delle caratteristiche fisici dell'immagine al soggetto ai contenuti della foto. spiega come è possibile contraffare le foto vecchie e in che modo rilevare le foto false. Nello stesso stile investigativo, Nickell descrive come identificare persone e luoghi in vecchie foto e l'uso della fotografia da parte delle forze dell'ordine. Il libro si chiude con varie tecniche di fotografia di trucco, tra cui la fotografia di fantasmi e spiriti. Il libro contiene solo degli accenni della fotografia digitale, come previsto per un libro del 1994. 

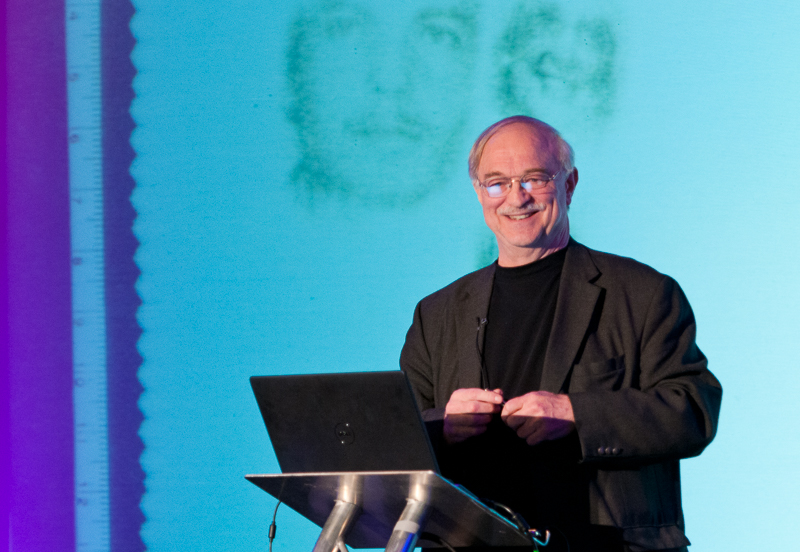
Joe Nickell a QED Con 2012 con delle foto di fantasmi

Il libro Detecting Forgery: Forensic Investigation of Documents inizia con una spiegazione del lavoro di un esperto di documenti, "... l'autenticità di una firma o di altri scritti, la compatibilità di carta, inchiostro e altri materiali con la presunta età del documento e la presenza o l'assenza di alterazioni...l'esaminatore deve conoscere tutti gli stili di base della calligrafia, che include i sistemi di scrittura a mano antiquati, se esso vuole esaminare documenti storici." Nickell spiega che i documenti contraffatti sono spesso rivelati a causa dall'ignoranza o dall'incapacità dei falsificatori di ricreare caratteri tipografici, inchiostri, carte, penne, filigrane, firme e stili storici. Ad esempio, i documenti Majestic 12, che rivelano un insabbiamento governativo di un disco volante schiantato, contenevano anomalie che "...superavano le sue presunte congruenze..." in formato, datazione, allineamento e firma. Nickell e altri hanno concluso che il documento era un falso. Nickell spiega anche i falsi del moschetto di Daniel Boone, i documenti mormoni di Mark Hofmann e la Mappa di Vinland.
Poco dopo la sua uscita nel 1998, Crime Science: Methods of Forensic Detection è stato recensito da Publishers Weekly:
Il libro Real or Fake: Studies in Authentication si basa su precedenti lavori di Nickell che riguardano dei tecnicismi sulla carta, l'inchiostro, i caratteri tipografici, le penne e altri elementi chiave per determinare l'autenticità di documenti cartacei. Il nuovo materiale descrive dettagliatamente le indagini passo-passo di casi specifici: il diario di Jack lo squartatore (falso), La narrativa di Bondwoman (data autenticata, autore sconosciuto), il discorso di Gettysburg di Lincoln (falso) e A Outlaw's Scribblings (falso). Nickell ha descritto un'analisi tipica:

### Indagini paranormali

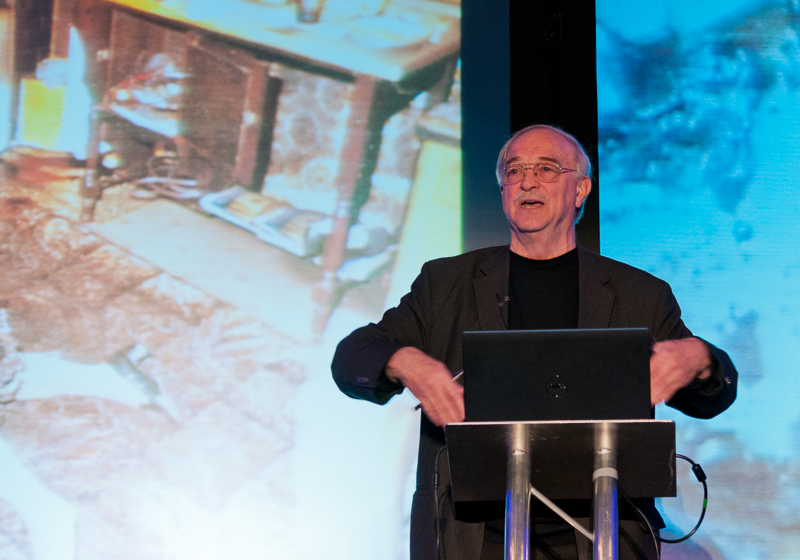
Joe Nickell a QED Con 2012 con una foto di un presunto caso di Combustione umana spontanea

Il primo libro di Nickell che riguarda le indagini paranormali s'intitola Secrets of the Supernatural: Investigating the world's Occult Mysteries. In questo libro, Nickell e il suo collaboratore, John F. Fisher, cercano le risposte ai teschi di cristallo, alla combustione umana spontanea, alla Casa Mackenzi e ad altri misteri meno noti. Qualche anno dopo la pubblicazione del libro, Nickell ha spiegato in un episodio del podcast Point of Inquiry, che gli stessi misteri vengono riproposti a distanza di tempo più e più volte perché "Ogni generazione deve imparare che c'è una controversia...Ogni generazione sente questi misteri per la prima volta...è un processo infinito nel quale devi essere disposto a parlare con il prossimo gruppo di persone."
Missing Pieces: How to Investigate Ghosts, UFOs, Psychics, and Other Mysteries, il libro scritto da Nickell e Robert A. Baker, è un manuale che associa alle tecniche pratiche di investigazione del paranormale con una descrizione della psicologia dei credenti. Baker e Nickell si incontrarono all'Università del Kentucky e Nickell citò spesso Baker, "... non ci sono luoghi infestati, solo persone stregate".
Mysterious Realms: Probing Paranormal, Historical, and Forensic Enigmas scritto da Nickell e Fisher, analizza altre 10 misteri frequentemente segnalati, tra cui l'assassinio di John Fitzgerald Kennedy, il Fantasma di Lady Gray del Kentucky e la teoria del complotto sugli UFO.
Nickell ha chiesto a diversi ricercatori di indagare sulle affermazioni di detective psichici, quindi ha raccolto i loro report in Psychic Sleuths: ESP and Sensational Case. Nessuno dei report dà credibilità ai sensitivi e Nickell conclude che sono auto-illusi o fraudolenti. Molti usano la tecnica del cold reading (lettura a freddo) nelle loro conversazioni con gli investigatori della polizia, facendo in modo che gli agenti rivelino dettagli sull'indagine che il sensitivo include in una previsione. Altri usano la tecnica del retrofit; cioè, la formulazione di diversi indizi vaghi durante l'indagine e, quando il caso è risolto, mostrano solo gli indizi che avevano qualche relazione con la soluzione, ignorando quelli che erano irrilevanti.
Nickel inizia il libro Entities: Angels, Spirits, Demons, and Other Alien Beings con un racconto di fantasmi del XVII secolo, mostrando l'evoluzione di tale storie nel XIX e nel XX secolo, con le innovazioni tecnologiche e di comunicazione. Ad esempio, le fotografie false delle Fate di Cottingley sono state rese possibili solo dopo che le macchine fotografiche fossero disponibili alla massa.
The Outer Edge: Classic Investigations of the Paranormal è una collezione di articoli curata da Nickell, Barry Karr and Tom Genoni. Il libro presenta il lavoro di Nickell e di John F. Fischer del 1987 Incredible Cremations: Investigating Spontaneous Combustion Deaths assieme a saggi di Martin Gardner, Ray Hyman, Susan Blackmore, e James Randi. Nell'introduzione Carl Saganscrive di essere stato accusato, come scettico, di chiudere la sua mente alla verità:
Uno dei libri più dettagliati di Nickell è Adventures in Paranormal Investigation e va dalla radioestesia a Frankenstein ai centri di cura. Il libro contiene il saggio di Nickell descrivendo la scoperta di avere una figlia adulta e l'accettazione che lei aveva attribuito la sua ricerca del padre ad una intuizione.
La prima parte di CSI Paranormal è un manuale su come indagare le dichiarazioni paranormali. Nickell respinge l'approccio del girare nel buio, fraintendendo le letture dei dispositivi elettronici, confondendo la correlazione con la causalità e argomentando dall'ignoranza; cioè "Non so cosa sia, quindi deve essere un fantasma". Nickell propone una strategia investigativa per:
1. Investigare sul sito
2. Controllare i dettagli di un racconto
3. Ricercare i precedenti
4. Esaminare con attenzione le prove fisiche
5. Analizzare lo sviluppo di un fenomeno
6. Valutare un'affermazione con un test o un esperimento controllato
7. Considerare un'analisi innovativa
8. Tentatare di ricreare l '"impossibile"
9. Andare sotto-copertura per indagare

Nella seconda metà del libro, Nickell mostra come questa strategia è stata utilizzata per valutare le affermazioni del Gigante Ell, dell'incidente di Roswell, la Madonna del formaggio grigliato e John Edward.
Nel libro del 2012 The Science of Ghosts, Nickell racconta diverse storie di fantasmi archetipo: la ragazza nella neve, Elvis, soldati fantasma, fari infestati, castelli, navi e teatri. Seguendo lo sviluppo di queste storie nel corso degli anni, ha dimostrato che le storie non sono prove di spiriti, ma la prova dell'impatto che un'ambientazione appropriata può avere su testimoni impressionabili. Rende attuale l'argomento esaminando degli investigatori paranormali del XXI secolo, in particolare Jason Hawes e Grant Wilson di Ghost Hunters. Egli confronta le loro indagini sulla Piantagione Myrtles, Winchester House e il Faro di San Agostino con le sue, concludendo:

### Misteri
Ambrose Bierce Is Missing And Other Historical Mysteries è stata l'iniziativa del 1992 di Nickell che presenta indagini storiche al lettore. Nell'introduzione, usa i concetti legali di una preponderanza delle prove e prove chiare e convincenti come standard con cui le ipotesi che spiegano i misteri dovrebbero essere misurate oggettivamente. Desiderare soggettivamente che una spiegazione sia vera può portare a imporre un'ipotesi sui dati anziché utilizzare i dati per verificare un'ipotesi (il metodo scientifico). L'aggiornamento di Nickell del 2005 di Ambrose Bierce, Unsolved History: Investigating Mysteries of the Past, è lo stesso testo con l'aggiunta di due libri alle sue Opere consigliate.
Real-Life X-Files e il suo seguito, The Mystery Chronicle sono una serie di brevi saggi su storie, mitologie e probabili cause di diversi misteri. In alcuni casi, Nickell ricrea le leggende, dimostrando che non sono necessari poteri speciali per duplicare gli effetti. In altri, risponde alla tradizione con fatti scoperti nella sua ricerca. Nel 1982, Nickell e cinque dei suoi parenti hanno creato un condor lungo circa 134 m in un campo nel Kentucky, tracciando le coordinate di punti su un disegno, una tecnica che Nickell ritiene possa essere stata utilizzata per creare le Linee di Nazca in Perù. "Cioè, sul disegno piccolo misureremmo lungo la linea centrale da un'estremità (il becco dell'uccello) a un punto sulla linea direttamente opposta al punto da tracciare (ad esempio una punta dell'ala). Quindi misureremmo la distanza da la linea centrale fino al punto desiderato: un dato numero di unità sul piccolo disegno richiederebbe lo stesso numero di unità - unità più grandi - sul grande disegno ".
Harry Eager del Maui News chiama Secrets of Sideshows "... praticamente un'enciclopedia di quella forma di intrattenimento quasi estinta." Critica Nickell per aver minimizzato la brutalità e la falsità degli spettacoli, specialmente quelli che chiama "stuzzicare" i geek".
Lake Monster Mysteries: Investigating the World's Most Elusive Creatures è frutto della collaborazione tra Nickell e Ben Radford. L'autore Ed Grabianowski riassume una delle tante possibili spiegazioni per gli avvistamenti dei mostri dei laghi.

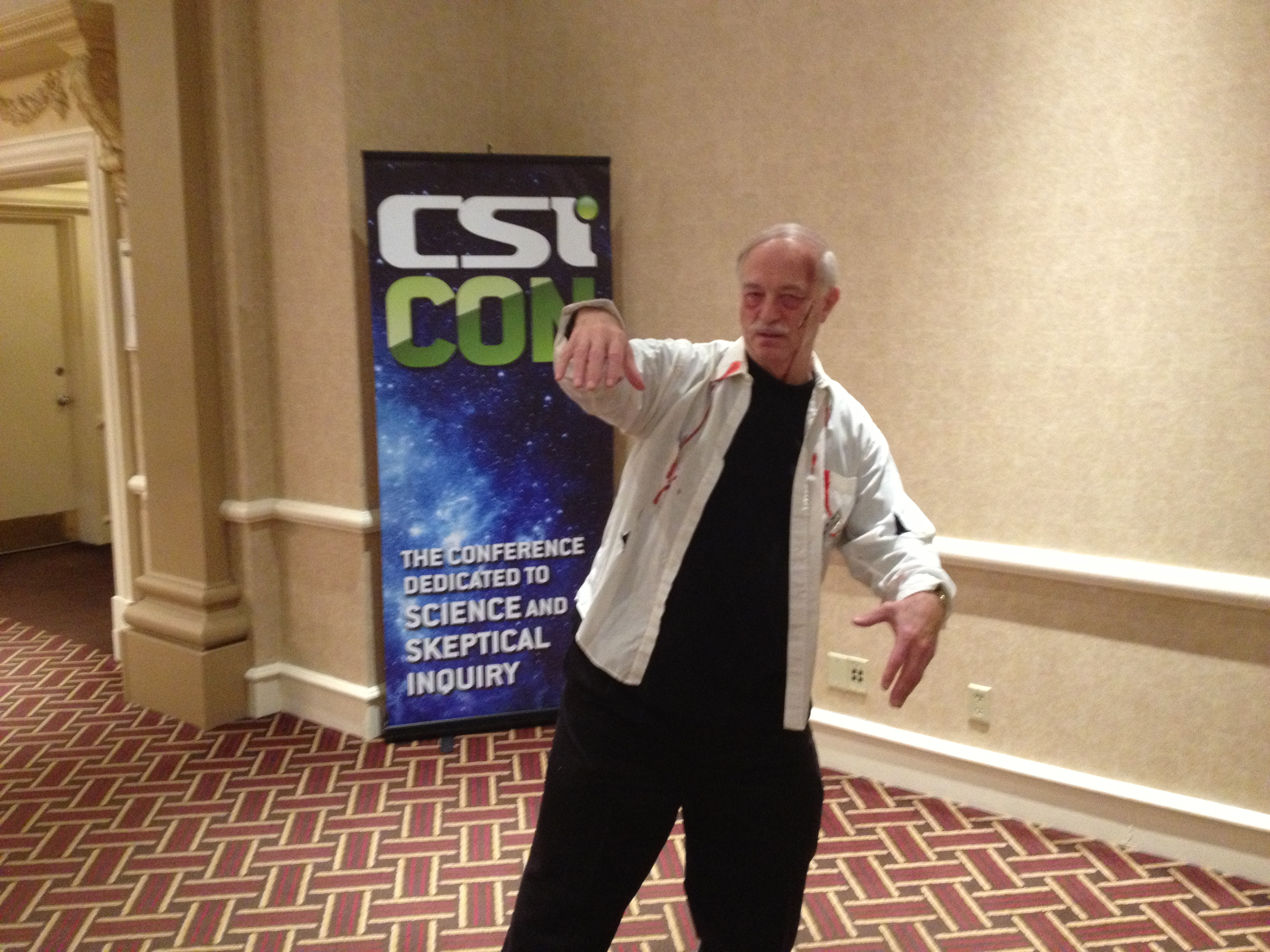
Joe Nickell come uno zombie
CSICon a Nashville nel 2012

La ricerca per Tracking the Man-Beasts: Sasquatch, Vampires, Zombies, and More ha portato Nickell in numerose località di avvistamenti di mostri segnalati —il nordovest del Pacifico per Bigfoot, Australia per Yowie, Austria per i licantropi, New England per i vampiri, Argentina per Chupacabra, West Virginia per gli alieni, e Louisiana per i mostri delle paludi. Nickell segue l'iconografia dei mostri dalle prime segnalazioni agli ultimi avvistamenti, concludendo che i racconti riflettono l'evoluzione del loro ambiente culturale, non un fondamento di fatto. Una citazione dalla sua guida nelle paludi della Louisiana fornisce una panoramica della genesi dei racconti, "... talora potrebbero essere stati inventati racconti spaventosi per tenere lontani gli estranei, per salvaguardare il territorio di caccia principale o persino per aiutare a proteggere le distillerie clandestine. Charbonnet ha suggerito che tali storie simili a storie sull'uomo nero servissero a spaventare i bambini in modo da evitare le aree pericolose. "

### Giovani Lettori
Nel 1989, Nickell ha scritto il suo primo libro per giovani lettori, The Magic Detectives: Join Them in Solving Strange Mysteries, coinvolgendo i bambini presentando storie paranormali sotto forma di misteri con indizi incorporati nella narrazione. Le soluzioni, stampate a testa in giù, seguono ogni storia. Il libro contiene anche una guida per insegnanti con altri esercizi e letture consigliate.
Nel 1991 il libro, Wonder Workers! How They Perform the Impossible, è stato descritto da PJ Rooks come "... un tour biografico di 200 anni di alcuni degli imbrogli più famosi e degli splendidi spettacoli secondari di maghi sinceri e ciarlatani ... {che} guida i lettori su un'affascinante esposizione della storia di magia che ci lascia, alla fine di ogni pagina, pensando: "A-ha! Mi stavo chiedendo come hanno fatto a farlo!"

### UFO
Nel 1997 Nickell con Kendrick Frazier e Barry Karr ha pubblicato The UFO Invasion, un'antologia di articoli sugli UFO scritti per lo Skeptical Inquirer che trattano i temi quali la storia, i rapimenti, l'Incidente di Roswell e i cerchi nel grano. Gli editori hanno incluso sei articoli di Nickell nel libro. Nickell ha spiegato la fisiologia delle storie di rapimenti alieni, "Le persone che affermano di essere rapite dagli alieni è una cosa talmente stupefacente che pensi che siano o pazzi o bugiardi, e in effetti potrebbero essere perfettamente sani e normali... Probabilmente stavano avendo dei potenti sogni a occhi aperti... In questo stato, tendono a vedere immagini bizzarre... L'altro tipo di esperienza è l'ipnosi... L'ipnosi è la strada di mattoni gialli che porta verso terre fantastiche."

## Controversie

### La Sacra Sindone

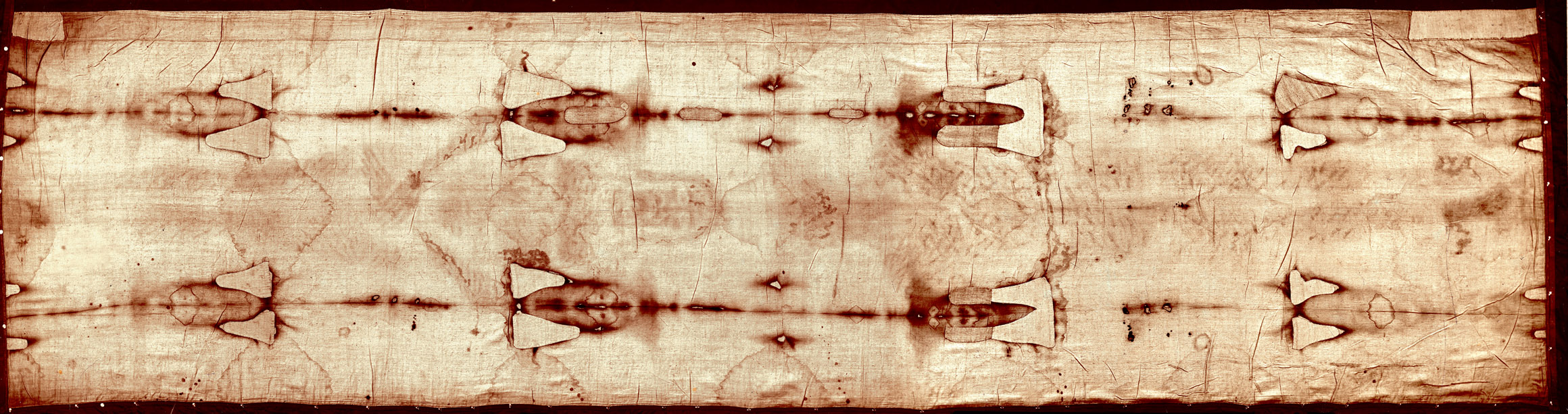
La Sacra Sindone

La Sindone di Torino presunto tessuto funebre di Gesù miracolosamente impressa con l'immagine del suo corpo crocifisso, è una delle icone più famose del cristianesimo. La Chiesa cattolica, in possesso della Sindone dal 1983, ha permesso diversi visualizzazioni pubbliche e incoraggia le devozioni all'immagine, ma non prende alcuna posizione ufficiale sull'autenticità dell'icona.
Nickell e altri sostengono che la sindone è un dipinto su tela del XIV secolo, verificato attraverso la datazione al radiocarbonio. Una delle molte obiezioni di Nickell all'autenticità della Sindone sono le proporzioni del viso e del corpo della figura, entrambi coerenti con le proporzioni impiegate dagli artisti gotici del periodo; non sono quelle di una persona reale. Gli esperti da entrambe le parti della controversia hanno cercato di duplicare la Sindone usando metodi sia medievali che moderni. I sostenitori dell'autenticità della Sindone credono che l'immagine sia stata prodotta al momento della resurrezione da radiazioni, scariche elettriche o radiazioni ultraviolette. Nickell ha creato un sudario verosimile usando il metodo del bassorilievo e sostiene che i falsari avevano a disposizione materiali analoghi nel XIV secolo.

## Articoli di riviste e blog
Nickell scrive la colonna Investigative Filesper la rivista Skeptical Inquirer dal 1995 e contribuisce spesso al sito web del Center for Inquiry. Gli articoli riflettono gli interessi e le capacità investigative di Nickell: combustione spontanea umana, fotografie di fantasmi, reincarnazioni, voodoo, Bigfoot, medicina ciarlatana, Elvis, frodi psichiche e frenologia.

## Vita privata
Alla fine del 2003, ha ripreso contatto con Diana G. Harris, la sua fidanzata all’epoca del college. Ha scoperto di avere una figlia, Cherette e due nipoti Tyner e Chase. Harris e Nickell si sono sposati a Springfield, illinois il 10 aprile 2006. Harris assiste Nickell nel suo lavoro investigativo. A Cherette è stato detto che il suo padre biologico era il primo marito della madre, anche se la mancanza di somiglianza con lui le è sempre sembrata strana. Il giorno delle nozze, uno degli ospiti ha detto a Cherette che i suoi genitori non erano sposati quando è stata concepita. Successivamente Cherette ha fatto delle domande alla madre che riguardavano il padre, le cui risposte sembravano equivoche. Altre conversazioni con la madre e un test del DNA hanno dimostrato che Nickell era suo padre. Nickell ha usato l’affermazione della figlia che la sua ricerca era il risultato di una intuizione come spunto per un articolo sulla raccolta e sull'elaborazione inconscia dei dati. Nickell ha concluso: 

## Premi
- Nel 2004, Nickell ha ricevuto il premio Isaac Asimov dall'American Humanist Association[38] ed è stato co-destinatario del premio Robert P. Balles in Critical Thinking nel 2005 e 2012, assegnato da CSICOP, ora CSI.[39] Nel 2000 è stato insignito del premio Distinguished Skeptic di CSI.[40]

- Nickell ha ricevuto il premio per la promozione della scienza nei media alla terza edizione annuale dell'Independent Investigative Group IIG Awards, tenutosi il 18 maggio 2009.[41]

## Omaggi
- Nell'ottobre 2011 l'asteroide 31451 (1999 CE10) fu nominato Joe Nickickell in suo onore dal suo scopritore James E. McGaha.[42]